# Minúsculo 543
Minúsculo 543 (numeração de Gregory-Aland), ε 257 (von Soden), é um manuscrito minúsculo grego do Novo Testamento, datado pela paleografia para o século XII.
Actualmente acha-se no Universidade de Michigan (Ms. 15) em Ann Arbor.

## Descoberta
Codex contém o texto dos quatro Evangelhos (13,39-46) em 184 folhas de pergaminho (28 x 23 cm), com lacunas. O texto está escrito em duas colunas por página, em 27-30 linhas por página.
Ele contém κεφαλαια, τιτλοι, as seções amonianas e os cânones eusebianos].

## Texto
O texto grego desse códice é um representante do Texto-tipo Cesareano. Aland no colocou-o na Categoria III.
Mateus 1,18 e 1,23 — εν γαστρι ] εγγαστρι
Mateus 6,24 — μαμμωνα ] μαμωνα
Mateus 7,2 — απο ] εκ
Mateus 8,4 — Μωσης ] Μωυσης
Mateus 8,8 — ικανος ] αξιος
Marcos 1,9 — Ναζαρετ ] Ναζαρεθ
Marcos 1,10 — απο ] εκ
Marcos 1,10 — εκ ] εις